# 缺角一族
《缺角一族》由江豐宏執導，由陳嘉樺、林柏宏、蔡振南、林美照、應蔚民領銜主演，於2015年5月15日上映。

## 劇情簡介
沒錯！我們都缺了一角，我們都不完美！但是……，那又怎樣啦！
一個便車招手牌、一個背包，林稻風（林柏宏飾）出發旅行到了日光小鎮，因幼時話衝得太快竟讓爺爺送命，從此回答別人的問題前，強迫停頓五秒。這年夏天，他決定開始一趟旅行，以搭便車藉由與陌生司機交談的方式，反轉那五秒。 
在日光大道上，稻風認識了每天變裝不斷的檳榔西施莎莎（陳嘉樺 飾），每天到海邊無所不撿的鐺共伯（蔡振南 飾），開宣傳車的海珠姨（林美照 飾），以及工務員石頭（應蔚民 飾）。
稻風與他們四人日漸熟悉，慢慢開啓對話，不覺間，停頓五秒的強迫症已好轉，同時也對莎莎有了好感……。就在他跟小鎮的人越熟悉時，他發現原來每個人心中都有一個缺角，等待拼湊。原來，他們每個人都在等待，等待遲來或不確定的愛。就在稻風停留小鎮期間，所有的人生缺角，即將因愛的力量找回自我而圓滿！

## 演員陣容
| 演員姓名 | 片中角色 | 介紹 |
| 陳嘉樺   | 莎莎     | 選了檳榔西施的工作每天變裝，外表又辣又可愛，個性活潑又樂於助人的莎莎，心裏卻有一個深深的缺角，以為有機會可以等到這個缺角，最後的結果會如何呢？                         |
| 林柏宏   | 林稻風   | 因童年陰影造成回答問題前總是會先停個五秒思考，這慢半拍的「缺角」常引來他人的訕笑。為了克服這個障礙，他展開了每日「無料搭車」的小旅行，藉此訓練和陌生人說話，增加自信。 |
| 蔡振南   | 鐺共伯   | 胸前總是掛著手機不離身，騎著一台腳踏車到處拾荒。他把拾荒當興趣，所以大家都叫他鐺共伯。唯一的兒子移民美國，只剩他獨自一人居住在一間木屋。                               |
| 林美照   | 海珠姨   | 宣傳車駕駛。每天開著一部廣告宣傳車固定在小鎮巡迴廣播，中午開到已關閉停業的糖廠吃便當。她和鐺共伯一見面，兩人就愛開玩笑鬥嘴。                                           |
| 應蔚民   | 石頭     | 工務員。日光大道上，凡舉修電線桿、鋪柏油路、畫交通道路標線、清洗路面，都由他負責維修保養。暗戀莎莎，稻風的出現，讓他感到相當吃味。                                     |

### 客串演員
| 演員姓名 | 片中角色     | 介紹                           |
| 高振鵬   | 林稻風的爺爺 | 因為林稻風的實話被氣死的爺爺。 |
| 周詠軒   | 阿南         | 拋棄莎莎的男友。               |
| 劉璟瑩   | 檳榔西施     | 范檳檳檳榔攤的西施。           |
| 張皓明   | 卡車司機     | 其中一個貨車司機。             |
| 梁赫群   | 鐺共伯的兒子 | 鐺共伯在美國的兒子 。          |
| 吳致任   | 機車三貼男   | 機車三貼男之一 。              |
| 陳彥佐   | 機車三貼男   | 機車三貼男之二 。              |
| 黃逸祥   | 機車三貼男   | 機車三貼男之三 。              |
| 陳萬號   | 爌肉飯老闆   | 賣爌肉飯的老闆 。              |

## 歌曲
| 曲別   | 歌曲名稱 | 作詞   | 作曲   | 演唱者 | 備註                                |
| 主題曲 | 差一點   | 藍小邪 | 陳徐超 | 陳嘉樺 | 收錄在陳嘉樺首張個人專輯《Why Not》 |

## 獎項
- 2016年《第11屆大阪亞洲電影節》藥師真珠演員賞（最佳演員獎）－ 陳嘉樺[5]
- 2016年《第49屆休士頓國際影展》喜劇類最佳影片金獎[5]

## 宣傳活動
- 電視節目宣傳
  - 04月23日，中天綜合台《SS小燕之夜》
  - 05月14日，GTV綜合台《娛樂百分百》
- 售票簽名見面會
  - 04月28日，台北市五鐵秋葉原廣場
  - 05月08日，台中市廣三SOGO
  - 05月09日，屏東縣青少年中心廣場
  - 05月09日，高雄市新光三越(三多店)
  - 05月10日，台南市南紡夢時代

## 拍攝地點
- 屏東墾丁國家公園
- 龍磐公園
- 新北市金沙灣
- 台東都蘭新東糖廠文化園區
- 獅子鄉卡悠峯瀑布
- 雙流森林遊樂園
- 九棚沙漠
- 台中國家歌劇院
- 台中文王大飯店頂樓
- 台中泰安國小
- 台中泰安舊火車站
- 台中國立臺灣美術館
- 台中阿秋大肥鵝
- 台中聯安醫院

此外，臺中市政府也給予該片相關拍攝支援。

## 外部連結
- 《缺角一族》的Facebook專頁
- Yahoo奇摩電影上《缺角一族》的資料（繁體中文）
- 開眼電影網上《缺角一族》的資料（繁體中文）
- 台灣電影網上《缺角一族》的資料（繁體中文）
- 香港影庫上《缺角一族》的資料（繁體中文）
- 豆瓣电影上《缺角一族》的資料 （简体中文）
- 互联网电影数据库（IMDb）上《缺角一族》的资料（英文）